# Слагалица страве 8
Слагалица страве 8, познат и као Слагалица страве 8: Наслеђе (енгл. Jigsaw), амерички је хорор филм из 2017. године, у режији браће Спириг, са Метом Пасмором, Калумом Китом Ренијем, Клом Бенетом, Ханом Андерсон и Тобином Белом у главним улогама.
Представља наставак филма Слагалица страве 7, али са потпуно новом радњом и ликовима. Једини од глумачке поставе који се враћа из претходних делова је Тобин Бел, који се у улози Џона Крејмера нашао осми пут у исто толико филмова. Поред њега, једини лик из претходних делова који се помиње у овом је Џил Так (коју је у свим филмовима тумачила Бетси Расел).
Филм је добио помешане и претежно негативне критике. Један од разлога за то је већ виђен заокрет приче. Успео је да остави зараду већу од 100 милиона долара, са 10 пута мањим буџетом.
Наставак под насловом Спирала страха: Ново поглавље Слагалице страве премијерно је приказан 2021. године.

## Радња
Десет година након смрти Џона Крејмера и седам година након последњих убистава, криминалац Едгар Мунсен је упуцан од стране полицајаца предвођених детективима Халораном и Хантом, непосредно након што притисне даљински окидач којим отпочиње нову игру.
Испоставља се да непознати помоћник Џона Крејмера наставља његов рад копирајући једну од његових игара коју је и сам преживео. Ствари се још више закомпликују када се установи да Џоново тело није у његовом гробу, а да је локација нових игара на имању његове супруге Џил Так.

## Улоге
| Глумац            | Улога               |
| ----------------- | ------------------- |
| Мет Пасмор        | Логан Нелсон        |
| Калум Кит Рени    | детектив Халоран    |
| Кле Бенет         | детектив Кит Хант   |
| Хана Андерсон     | Еланор Боневил      |
| Тобин Бел         | Џон Крејмер — Џигсо |
| Лора Вандервурт   | Ана                 |
| Пол Браонштејн    | Рајан               |
| Мандела ван Пиблс | Мич                 |
| Британи Ален      | Карли               |
| Џосаја Блек       | Едгар Мунсен        |